# Teoria f(R)
La teoria f(R) racchiude un insieme di teorie sulla gravitazione ottenute estendendo la relatività generale. 
La prima versione di queste teorie fu proposta nel 1970 da Gerd Buchdahl. Esse sono divenute un importante campo di ricerca a partire dall'opera di Hagen Kleinert e di Brian Schmidt, manifestando una serie di problemi irrisolti. Sono state proposte come possibile spiegazione dell'accelerazione dell'espansione dell'universo indipendente dall'ipotesi dell'energia oscura.

## Introduzione
Una teoria della gravitazione tipo f(R) tenta di generalizzare la lagrangiana di un'azione di Einstein-Hilbert, sostituendo allo scalare di Ricci una sua funzione qualunque {\displaystyle f(R)}:
{\displaystyle S[g]=\int {1 \over 2\kappa }R{\sqrt {-g}}\,\mathrm {d} ^{4}x},
alla forma
{\displaystyle S[g]=\int {1 \over 2\kappa }f(R){\sqrt {-g}}\,\mathrm {d} ^{4}x},
dove {\displaystyle \kappa =8\pi G} e {\displaystyle g\equiv |g_{\mu \nu }|} è il determinante del tensore metrico,

## Derivazione dell'equazione di campo
In una teoria della gravitazione tipo f(R), le equazioni di campo sono dedotte in funzione di una metrica quale variabile indipendente, tenendo costante (non trattando) la connessione.
L'azione segue le principali variazioni di un'azione di Einstein-Hilbert, con alcune importanti differenze.
Il determinante della variazione è al solito:
{\displaystyle \delta {\sqrt {-g}}=-{\frac {1}{2}}{\sqrt {-g}}g_{\mu \nu }\delta g^{\mu \nu }}.
Lo scalare di Ricci è definito come: 
{\displaystyle R=g^{\mu \nu }R_{\mu \nu }.}
Perciò, la sua variazione rispetto alla metrica inversa :{\displaystyle R=g^{\mu \nu }R_{\mu \nu }.}, è data da:
{\displaystyle {\begin{aligned}\delta R&=R_{\mu \nu }\delta g^{\mu \nu }+g^{\mu \nu }\delta R_{\mu \nu }\\&=R_{\mu \nu }\delta g^{\mu \nu }+g^{\mu \nu }(\nabla _{\rho }\delta \Gamma _{\nu \mu }^{\rho }-\nabla _{\nu }\delta \Gamma _{\rho \mu }^{\rho })\end{aligned}}}
Dato che {\displaystyle \delta \Gamma _{\mu \nu }^{\lambda }} è la differenza fra le due connessioni, questa deve essere esprimibile nella seguente forma tensoriale:
{\displaystyle \delta \Gamma _{\mu \nu }^{\lambda }={\frac {1}{2}}g^{\lambda a}\left(\nabla _{\mu }\delta g_{a\nu }+\nabla _{\nu }\delta g_{a\mu }-\nabla _{a}\delta g_{\mu \nu }\right)}
Sostituendo nell'equazione precedente, si ha:
{\displaystyle \delta R=R_{\mu \nu }\delta g^{\mu \nu }+g_{\mu \nu }\Box \delta g^{\mu \nu }-\nabla _{\mu }\nabla _{\nu }\delta g^{\mu \nu }},
dove {\displaystyle \nabla _{\mu }} è la derivata covariante, e {\displaystyle \Box =g^{\mu \nu }\nabla _{\mu }\nabla _{\nu }} è l'operatore di d'Alembert.
Perciò, la variazione nell'azione diventa:
{\displaystyle {\begin{aligned}\delta S[g]&=\int {1 \over 2\kappa }\left(\delta f(R){\sqrt {-g}}+f(R)\delta {\sqrt {-g}}\right)\,\mathrm {d} ^{4}x\\&=\int {1 \over 2\kappa }\left(F(R)\delta R{\sqrt {-g}}-{\frac {1}{2}}{\sqrt {-g}}g_{\mu \nu }\delta g^{\mu \nu }f(R)\right)\,\mathrm {d} ^{4}x\\&=\int {1 \over 2\kappa }{\sqrt {-g}}\left(F(R)(R_{\mu \nu }\delta g^{\mu \nu }+g_{\mu \nu }\Box \delta g^{\mu \nu }-\nabla _{\mu }\nabla _{\nu }\delta g^{\mu \nu })-{\frac {1}{2}}g_{\mu \nu }\delta g^{\mu \nu }f(R)\right)\,\mathrm {d} ^{4}x\end{aligned}}},
dove {\displaystyle F(R)={\frac {\partial f(R)}{\partial R}}}.
Integrando per parti il secondo e terzo termine, otteniamo:
{\displaystyle \delta S[g]=\int {1 \over 2\kappa }{\sqrt {-g}}\delta g^{\mu \nu }\left(F(R)R_{\mu \nu }-{\frac {1}{2}}g_{\mu \nu }f(R)+[g_{\mu \nu }\Box -\nabla _{\mu }\nabla _{\nu }]F(R)\right)\,\mathrm {d} ^{4}x}
Imponendo che l'azione sia invariante rispetto alla metrica, vale a dire imponendo:
{\displaystyle \delta S[g]=0},
si ottengono le equazioni di campo:
{\displaystyle F(R)R_{\mu \nu }-{\frac {1}{2}}f(R)g_{\mu \nu }+\left[g_{\mu \nu }\Box -\nabla _{\mu }\nabla _{\nu }\right]F(R)=\kappa T_{\mu \nu }},
dove {\displaystyle T_{\mu \nu }} è il tensore energia impulso definito come
{\displaystyle T_{\mu \nu }=-{\frac {2}{\sqrt {-g}}}{\frac {\delta ({\sqrt {-g}}L_{m})}{\delta g^{\mu \nu }}}}

con {\displaystyle L_{m}} lagrangiana della materia.